# Гундоланд
Гундоланд (лат. Gundolandus; умер в 639) — майордом Нейстрии (не позднее 613—639).

## Биография
Основными историческими источниками о жизни Гундоланда являются «Хроника» Фредегара и «Книга истории франков».
Происхождение Гундоланда точно неизвестно. Текст «Жития святой Альдегунды» может свидетельствовать о том, что упоминаемые в нём Ландерик и Гундоланд были братьями Бертиллы, матери этой святой.
Брат Гундоланда Ландерик был майордомом Нейстрии во время несовершеннолетия короля Хлотаря II. Последнее свидетельство о нём как о майордоме датировано 604 годом. Предполагается, что Ландерик мог занимать эту должность ещё какое-то время, после чего на этот пост был назначен Гундоланд. Точная дата этого события неизвестна. Однако, по свидетельству «Книги истории франков», Гундоланд должен был стать майордомом не позднее 613 года. Вероятно, он уже занимал этот пост, когда Хлотарь II объединил под своей властью все три франкских королевства — Нейстрию, Австразию и Бургундию.
Фредегар описывал Гундоланда как человека «способного и ревностного», известного славой и древностью своего рода. С придворным саном vir illuster майордом Бургундии упоминался в завещании епископа Ле-Мана Бертрама от 27 марта 616 года. Это свидетельствует об очень высоком положении Гундоланда во франкском обществе этого времени. В этом же документе упоминается, что Гундоланд был другом епископа Клермона святого Авита и что от этого прелата он получил в дар некоторые земельные владения в окрестностях Буржа, Альби, Каора и Ажена.
В 617 году Гундоланд оказался замешан в скандале: он и два других майордома, Хуго и Варнахар II, тайно получили от лангобардов по 1000 солидов за отказ от дальнейшего взимания ежегодной дани в 12 000 золотых монет в пользу Франкского государства. Хлотарь II также получил от послов 36 000 солидов и по совету своих подкупленных майордомов отказаться от лангобардской дани.
Гундоланд сохранил должность майордома и при короле Дагоберте I. Возможно, в конце 630-х годов полномочия майордома Нейстрии были значительно урезаны в пользу Эги, наиболее влиятельного из королевских приближённых. Несмотря на это, Гундоланд продолжал занимать пост майордома до самой своей смерти. Он умер в 639 году, незадолго до кончины короля Дагоберта. Новым майордомом Нейстрии был назначен Эга
На основании ономастических данных предполагается, что Гундоланд мог быть связан родственными узами с представителями семьи Робертинов.